# Euxoa venosus
Euxoa venosus är en fjärilsart som beskrevs av Adrian Hardy Haworth 1803. Euxoa venosus ingår i släktet Euxoa och familjen nattflyn. Inga underarter finns listade i Catalogue of Life.